# Хезоня, Марио
Марио Хезоня (хорв. Mario Hezonja; род. 25 февраля 1995 в Дубровнике, Хорватия) — хорватский профессиональный баскетболист, играющий на позиции лёгкого форварда. На драфте НБА 2015 года был выбран в первом раунде под общим 5-м номером клубом «Орландо Мэджик».

## Карьера

### «Дубровник» и «Загреб»
Карьеру начал в «Дубровнике» в 2008 году. Уже в возрасте 14 лет дебютировал во взрослой команде в матче чемпионата Хорватии против «Цибоны». В 2010 году перешёл в «Загреб», с юниорской командой которого в 2011 году выиграл юношеский турнир Евролиги и вошёл в его символическую сборную. Сезон 2011/12 пропустил из-за инфекционного мононуклеоза.

### «Барселона»
В июле 2012 года подписал трёхлетний контракт с испанской «Барселоной», с возможностью продления ещё на 4 года. «Загреб» получил за него 150 тысяч евро в качестве компенсации. Сезон 2012/13 отыграл в основном в составе второй команды «Барселоны» во втором дивизионе. В 2012 году был номинирован на приз лучшему молодому игроку ФИБА Европы, но награду в итоге получил литовец Йонас Валанчюнас. В Евролиге впервые сыграл 30 ноября 2012 года в матче против «Бешикташа» в Стамбуле. Хезоня набрал 5 очков, а «Барселона» победила 78:48. В сезоне 2013/14 стал получать больше игрового времени в первой команде «Барселоны», хотя в основном он играл в концовках малозначимых матчей. Выиграл с командой звание чемпиона Испании-2013/14. С сезона 2014/15 роль Хезони в команде усилилась, он уже проводил на площадке в среднем около 15 минут за игру. 1 февраля 2015 года Хезоня забросил 8 из 8 трёхочковый бросков в матче против «Манресы» (101:53 в пользу «Барселоны») и был признан самым полезным игроком 19 тура чемпионата Испании. За 22 матча в Евролиге Хезоня в среднем набирал 7,7 очка, 2 подбора и 1 результативную передачу. «Барселона» в итоге завершила сезон проигрышем греческому «Олимпиакосу» в четвертьфинале Евролиги и поражением 0:3 в финальной серии испанского чемпионата с мадридским «Реалом».

### Драфт НБА
23 апреля 2015 года, на следующий день после вылета «Барселоны» из Евролиги, Хезоня объявил о намерении принять участие в драфте НБА. Некоторые хорватские и испанские СМИ связали это решение с разногласиями между Хезоней и главным тренером «Барселоны» Хавьером Паскуалем, особенно отмечая решения Паскуаля оставить Хезоню на скамейке запасных в важных матчах Евролиги против «Панатинаикоса», «Жальгириса» и в решающей четвёртой встрече четвертьфинала с «Олимпиакосом». 25 июня Хезоня был выбран на драфте «Орландо Мэджиком» в 1-м раунде под 5-м номером. 10 июля заключил контракт.

### Портленд Трэйл Блэйзерс
3 июля 2019 года Хезоня в статусе свободного агента заключил контракт с клубом «Портленд Трэйл Блэйзерс». Соглашение рассчитано на два года, зарплата Марио будет соответствовать ветеранскому минимуму. В новой команде Хезоня взял 44-й игровой номер, под которым за «Портленд» играл его кумир детства Дражен Петрович.
20 ноября 2020 года Хезоня был обменян в «Мемфис Гриззлис» в трёхстороннем обмене с участием Энеса Кантера. 11 декабря 2020 года «Гриззлис» отчислили Хезоню из состава.

### Сборная Хорватии
Хезоня играл за юношеские сборные Хорватии разных возрастов. На победном для хорватов чемпионате Европы среди юношей до 16 лет 2011 года был признан самым полезным игроком. В среднем за турнир он набирал 20 очков, 8,2 подбора и 2,7 передачи, а в финале против сборной Чехии сделал дабл-дабл, набрав 21 очко, совершил 10 подборов и 3 перехвата. На взрослом чемпионате мира 2014 года принял участие в 2 матчах: против сборных Сенегала и Пуэрто-Рико, в каждой из них набрал по 2 очка.

## Достижения
- 4-кратный Чемпион Испании (2012, 2014, 2024, 2025)

- Чемпион Евролиги (2022/2023)
- Двукратный обладатель Кубка Испании (2013, 2024)
- Двукратный обладатель Суперкубка Испании ( 2022 , 2023 )
- 4-кратный чемпион Каталонской лиги (2012–2015)
- Чемпион греческой лиги (2021)
- Обладатель Кубка Греции ( 2021 )

## Семья
Отец — Рональд Хезоня, играл на позиции вратаря за юношескую команду ватерпольного клуба «Юг». Дядя — Марио Матана (1966—1991), погиб во время югославской войны, воевал на стороне сепаратистов. Проводится ежегодный турнир во водному поло его памяти.

## Статистика

### Статистика в НБА
| Сезон                                                                                    | Команда  | Регулярный сезон | Регулярный сезон | Регулярный сезон | Регулярный сезон | Регулярный сезон | Регулярный сезон | Регулярный сезон | Регулярный сезон | Регулярный сезон | Регулярный сезон | Регулярный сезон | Серия плей-офф | Серия плей-офф | Серия плей-офф | Серия плей-офф | Серия плей-офф | Серия плей-офф | Серия плей-офф | Серия плей-офф | Серия плей-офф | Серия плей-офф | Серия плей-офф |
| Сезон                                                                                    | Команда  | GP               | GS               | MPG              | FG%              | 3P%              | FT%              | RPG              | APG              | SPG              | BPG              | PPG              | GP             | GS             | MPG            | FG%            | 3P%            | FT%            | RPG            | APG            | SPG            | BPG            | PPG            |
| ---------------------------------------------------------------------------------------- | -------- | ---------------- | ---------------- | ---------------- | ---------------- | ---------------- | ---------------- | ---------------- | ---------------- | ---------------- | ---------------- | ---------------- | -------------- | -------------- | -------------- | -------------- | -------------- | -------------- | -------------- | -------------- | -------------- | -------------- | -------------- |
| 2015/16                                                                                  | Орландо  | 79               | 9                | 17,9             | 43,3             | 34,9             | 90,7             | 2,2              | 1,4              | 0,5              | 0,2              | 6,1              | Не участвовал  | Не участвовал  | Не участвовал  | Не участвовал  | Не участвовал  | Не участвовал  | Не участвовал  | Не участвовал  | Не участвовал  | Не участвовал  | Не участвовал  |
| 2016/17                                                                                  | Орландо  | 65               | 2                | 14,8             | 35,5             | 29,9             | 80,0             | 2,2              | 1,0              | 0,5              | 0,2              | 4,9              | Не участвовал  | Не участвовал  | Не участвовал  | Не участвовал  | Не участвовал  | Не участвовал  | Не участвовал  | Не участвовал  | Не участвовал  | Не участвовал  | Не участвовал  |
| 2017/18                                                                                  | Орландо  | 75               | 30               | 22,1             | 44,2             | 33,7             | 81,9             | 3,7              | 1,4              | 1,1              | 0,4              | 9,6              | Не участвовал  | Не участвовал  | Не участвовал  | Не участвовал  | Не участвовал  | Не участвовал  | Не участвовал  | Не участвовал  | Не участвовал  | Не участвовал  | Не участвовал  |
| 2018/19                                                                                  | Нью-Йорк | 58               | 24               | 20,8             | 41,2             | 27,6             | 76,3             | 4,1              | 1,5              | 1,0              | 0,1              | 8,8              | Не участвовал  | Не участвовал  | Не участвовал  | Не участвовал  | Не участвовал  | Не участвовал  | Не участвовал  | Не участвовал  | Не участвовал  | Не участвовал  | Не участвовал  |
| 2019/20                                                                                  | Портленд | 53               | 4                | 16,4             | 42,2             | 30,8             | 81,4             | 3,5              | 0,9              | 0,7              | 0,2              | 4,8              | 5              | 0              | 13,6           | 40,9           | 28,6           | 75,0           | 3,0            | 1,2            | 0,6            | 0,0            | 4,6            |
|                                                                                          | Всего    | 330              | 69               | 18,5             | 41,7             | 31,9             | 81,2             | 3,1              | 1,3              | 0,7              | 0,2              | 6,9              | 5              | 0              | 13,6           | 40,9           | 28,6           | 75,0           | 3,0            | 1,2            | 0,6            | 0,0            | 4,6            |
| Наведите курсор мыши на аббревиатуры в заголовке таблицы, чтобы прочесть их расшифровку. |          |                  |                  |                  |                  |                  |                  |                  |                  |                  |                  |                  |                |                |                |                |                |                |                |                |                |                |                |

### Статистика в других лигах
| Сезон                                                                                   | Команда          | Лига                                             | GP  | GS | MPG  | FG%  | 3P%  | FT%  | RPG | APG | SPG | BPG | PPG  |  |
| 2012/13                                                                                 | Все клубы        | Все лиги                                         | 34  | 21 | 21,6 | 40,8 | 28,7 | 77,5 | 3,3 | 1,4 | 1,6 | 0,5 | 12,3 |  |
| 2012/13                                                                                 | Барселона Б      | ЛЕБ Голд                                         | 22  | 14 | 24,5 | 42,6 | 33,9 | 78,4 | 3,4 | 1,4 | 1,9 | 0,6 | 14,5 |  |
| 2012/13                                                                                 | Барселона (мол.) | Турнир в Оспиталете                              | 4   | 4  | 27,8 | 40,3 | 13,3 | 81,3 | 4,8 | 2,3 | 2,0 | 0,3 | 19,8 |  |
| 2012/13                                                                                 | Барселона (мол.) | Euroleague Basketball Next Generation Tournament | 3   | 3  | 17,8 | 25,0 | 11,1 | 50,0 | 4,3 | 2,7 | 1,0 | 0,3 | 4,7  |  |
| 2012/13                                                                                 | Барселона        | Чемпионат Испании                                | 3   | 0  | 3,1  | 0,0  | 0,0  | 0,0  | 0,3 | 0,0 | 0,0 | 0,0 | 0,0  |  |
| 2012/13                                                                                 | Барселона        | Евролига                                         | 2   | 0  | 9,5  | 33,3 | 0,0  | 50,0 | 2,0 | 0,0 | 0,5 | 0,0 | 2,5  |  |
| 2013/14                                                                                 | Все клубы        | Все лиги                                         | 34  | 5  | 9,7  | 45,2 | 37,0 | 86,4 | 1,6 | 0,8 | 0,2 | 0,1 | 3,8  |  |
| 2013/14                                                                                 | Барселона        | Чемпионат Испании                                | 20  | 4  | 12,2 | 45,8 | 39,5 | 88,9 | 2,4 | 1,2 | 0,4 | 0,3 | 5,4  |  |
| 2013/14                                                                                 | Барселона        | Евролига                                         | 14  | 1  | 6,1  | 42,9 | 25,0 | 75,0 | 0,5 | 0,2 | 0,0 | 0,0 | 1,6  |  |
| 2014/15                                                                                 | Все клубы        | Все лиги                                         | 66  | 16 | 15,1 | 46,0 | 38,5 | 72,2 | 2,0 | 1,1 | 0,7 | 0,1 | 5,8  |  |
| 2014/15                                                                                 | Барселона        | Чемпионат Испании                                | 41  | 13 | 14,2 | 45,6 | 38,0 | 66,7 | 2,0 | 1,2 | 0,7 | 0,1 | 4,7  |  |
| 2014/15                                                                                 | Барселона        | Евролига                                         | 22  | 2  | 16,5 | 46,2 | 38,2 | 75,0 | 2,0 | 1,0 | 0,6 | 0,2 | 7,7  |  |
| 2014/15                                                                                 | Барселона        | Кубок Испании                                    | 3   | 1  | 16,6 | 47,6 | 45,5 | 0,0  | 2,0 | 0,3 | 0,7 | 0,0 | 8,3  |  |
| 2020/21                                                                                 | Все клубы        | Все лиги                                         | 26  | 12 | 20,9 | 47,3 | 35,0 | 86,1 | 2,9 | 1,5 | 1,2 | 0,3 | 12,6 |  |
| 2020/21                                                                                 | Панатинаикос     | Чемпионат Греции                                 | 18  | 6  | 19,4 | 48,2 | 33,3 | 88,0 | 3,3 | 1,7 | 0,8 | 0,2 | 10,7 |  |
| 2020/21                                                                                 | Панатинаикос     | Евролига                                         | 8   | 6  | 22,4 | 46,3 | 36,6 | 84,2 | 2,5 | 1,3 | 1,5 | 0,4 | 14,4 |  |
|                                                                                         |                  | Всего                                            | 160 | 54 | 16,8 | 44,9 | 34,8 | 80,6 | 2,5 | 1,2 | 0,9 | 0,3 | 8,6  |  |
| Наведите курсор мыши на аббревиатуры в заголовке таблицы, чтобы прочесть их расшифровку |                  |                                                  |     |    |      |      |      |      |     |     |     |     |      |  |